# Vohwinkeler Senke
Die Vohwinkeler Senke ist eine Naturräumliche Einheit mit der Ordnungsnummer 3371.38 auf dem Stadtgebiet der bergischen Großstadt Wuppertal (Stadtteil Vohwinkel) innerhalb der Wuppertaler Senke. Die schmale tektonische Senke besteht aus stark gefalteten, durch hohe Niederschläge abgetragenen und verkarsteten Massenkalken aus dem Mitteldevon und bildet die westliche Fortsetzung des Wuppertaler Kalkgebiets.
Der Untergrund im östlichen Teil besteht aus miozänische Sanden und Tonen, in der allochthone Lagerstätten von Braunkohle eingebettet sind, die auch in Bergwerken und Gruben (Zeche Sonntagskind, Zeche Vohwinkel) ausgebeutet wurden. Der westliche Teil besteht aus Lößböden.
Das Kalkgebiet steigt von den unteren Flächen nach Norden und Süden auf Hochflächen an, die aus Grauwacken und Schiefern bestehen. In dem Naturraum befindet sich die Wasserscheide zwischen den Flusssystemen der Wupper und der Düssel. Zur Wupper hin sind Karstquellen zu finden. Im Osten geht die Vohwinkler Senke in das Sonnborner Kalkgebiet über.
Die Senke ist mit Wohnbebauung und Gewerbeflächen des Wuppertaler Stadtteils Vohwinkel bedeckt. Zahlreiche Verkehrswege, darunter die Bundesautobahn 46, die Bundesstraße 224 und die Bundesstraße 228, sowie die Bahnstrecke Düsseldorf–Elberfeld durchmessen sie.